# یولاف وحشی
یولاف وحشی یا یولاف پوچ جو دوسر پوچ یا گندم کاهو (نام علمی: Avena fatua)، گونه‌ای علف از سرده گندمیان آونا است.  این جو بومی اوراسیا است ولی به بسیاری از مناطق معتدل جهان هم معرفی شده‌است. در بسیاری از مناطق جهان طبیعی و در بعضی دیگر به عنوان علف مضر در نظر گرفته شده‌است.
یولاف وحشی گیاهی است یک‌ساله و تک‌لپه‌ای که با بذر تکثیر می‌یابد. گل‌آذین خوشه‌ای خیلی باز و مرکب (پانیکول) منظمی دارد که در تمام جهات به‌طور یکنواخت رشد می‌کنند. سنبلچه‌های آن منفرد و از پهلو فشرده شده‌اند. و در هریک از آن‌ها ۲ تا ۳ گل ریش‌کدار دیده می‌شود که معمولاً گل انتهایی ان عقیم است.
پایه این سنبلچه‌ها تقریباً ۲ سانتیمتر طول دارد. پوشه‌های (گلوم‌های) فوقانی و تحتانی با یکدیگر مساوی و طول آنها به ۸ میلی‌متر می‌رسد. قاعده پوشه‌ها با موهای سفید یا قهوه‌ای رنگ خشن و طویلی پوشیده شده‌است واز وسط ان رگبرگ میانی و از نزدیکی قاعده پوشه ریشک طویل و زانوداری خارج می‌شود که قاعده ان پیچیده و تابیده به نظر می‌رسد. گل این گیاه ۳ پرچم دارد و دانه در داخل پوشه باقی می‌ماند.
ساختمان ظاهری یولاف در نواحی مختلف نسبت به نوع زمین تغییر می‌کند مثلاً در نواحی پست و شنی از هر بوته چندساقه باریک منشعب می‌شود برگ‌ها کوتاه، سخت و مقاوم و غلاف آن را موهایی پوشانده‌است؛ ولی در اراضی حاصلخیز و مرتفع بوته‌ها منحصراً یک ساقه نسبتاً قوی دارند. برگ‌هایشان دراز بوده، غلاف آن‌ها غالباً بدون موست.